# みらい建設工業
みらい建設工業（みらいけんせつこうぎょう）は、東京都港区に本社を置く総合建設会社である。海洋土木を得意とする高松コンストラクショングループの中核会社の中堅マリコン。

## 沿革
- 1974年10月 - 三井不動産の臨海事業部が分離し、三井不動産建設株式会社が発足
- 1974年12月 - 三井港湾開発株式会社を合併
- 2002年3月 - 日東大都工業株式会社の土木事業子会社となる。
- 2002年4月 - みらい建設工業株式会社に商号変更
- 2006年4月 - みらい建設グループの建築子会社である日東みらい建設を吸収合併
- 2007年9月 - 民事再生法に基づく民事再生手続開始の申立
- 2008年9月 - 青木あすなろ建設株式会社が株式100%を取得し、同社の子会社となる
- 2008年12月 - 民事再生手続終結
- 2009年10月 ‐ 株式会社エムズを子会社化
- 2017年7月 - 青木マリーン株式会社を子会社化
- 2022年4月 ‐ 髙松コンストラクショングループが株式100%を取得し、同社の子会社となる